# 用法基盤モデル
用法基盤モデル、または、使用依拠モデル（ようほうきばんもでる・しよういきょもでる、英: Usage-Based Model）は、認知言語学・認知文法の用語で、言語の構造を、実際の言語使用によって形作られるものとして説明するモデルである。この用語は初めにロナルド・ラネカーによって提唱された。認知言語学では、言語を閉じた規則とレキシコンの体系として規定していくのではなく、実際の言語使用の定着度、慣用度という観点から言語の体系を記述していく。この用法基盤モデルのアプローチでは、認知主体が言語使用をすることで、認知主体の言語活動、言語の体系にどのような影響が見受けられるか、というボトムアップ的アプローチを重視する。
このアプローチの特徴のひとつに、いわゆる「普遍文法」の仮説に含まれるうちの、言語についての特別の生得的な能力があるものとする立場を取らないことが挙げられる。たとえばBybeeの一連の研究に見られるように、普遍文法仮説では能力 (competence）であるとしていわば「天与」として扱われてきたものを、使用（performance）の面から記述・説明する。具体例としては、英語の過去形における規則活用と不規則活用において、トークン頻度の高い動詞においては、不規則活用がそのまま残り、トークン頻度が低い動詞においては、-edに置き換わるという事例が挙げられる。実際に発話中にどのくらいの頻度で、ある形式が産出されるか、という言語使用の側面が、言語システムそのものに影響を及ぼすということが、特にBybeeの一連の研究によって示されてきている。
このusage-based modelという用語はラネカーによって示されたものであるが、実際の言語使用の反映として、言語を扱う態度自体は決して新しいものではなく、例えば比較言語学においては、社会言語学的な要因・類推(Analogy)・借用という言語使用の側に属する作用との関係で言語変化が論じられてきた。日本の言語学界においても近年の新しいものではなく、コーパスという名称が言語学に導入される以前より、「計量国語学」として1950年代には研究があった（計量国語学会の創立は1950年代である）。また(アメリカ)構造主義言語学も用例から始めるという方針をとっていたし、Thomas Givon, Paul Hopper, Sandra Thompson等によって談話と文法の関係が盛んに論じられてきた。よってこのモデルは前述のような、普遍文法仮説といったような言語観へのアンチテーゼと捉えられることもあるが、必ずしもそういう対立ではなく、それ以前からの言語研究にあったそういった面を引き継いだものと捉えることも可能である。
このモデルは、言語を「言語ユニットが組織的に構造化された実体」と捉える言語観を導き出している点で、構文文法（ en:Construction grammar; この「構文」は（他の分野での定訳である）"syntax" ではないので注意）とも親和性を持ち、また言語使用の文脈から、言語システムを見るという点で、必然的にコーパス言語学とも親和性が高い。